# Cirrhilabrus
A Cirrhilabrus a sugarasúszójú halak (Actinopterygii) osztályába a sügéralakúak (Perciformes) rendjébe és az ajakoshalfélék családjába tartozó nem.

## Rendszerezés
A nembe az alábbi 47 faj tartozik:
- Cirrhilabrus adornatus
- Cirrhilabrus aurantidorsalis
- Cirrhilabrus balteatus
- Cirrhilabrus bathyphilus
- Cirrhilabrus beauperryi
- Cirrhilabrus blatteus
- Cirrhilabrus brunneus
- Cirrhilabrus cenderawasih
- Cirrhilabrus claire
- Cirrhilabrus condei
- Cirrhilabrus cyanopleura
- Cirrhilabrus earlei
- Cirrhilabrus exquisitus
- Cirrhilabrus filamentosus
- Cirrhilabrus finifenmaa
- Cirrhilabrus flavidorsalis
- Cirrhilabrus joanallenae
- Cirrhilabrus johnsoni
- Cirrhilabrus jordani
- Cirrhilabrus katherina
- Cirrhilabrus katoi
- Cirrhilabrus laboutei
- Cirrhilabrus lanceolatus
- Cirrhilabrus lineatus
- Cirrhilabrus lubbocki
- Cirrhilabrus lunatus
- Cirrhilabrus luteovittatus
- Cirrhilabrus marjorie
- Cirrhilabrus melanomarginatus
- Cirrhilabrus morrisoni
- Cirrhilabrus punctatus
- Cirrhilabrus pylei
- Cirrhilabrus randalli
- Cirrhilabrus rhomboidalis
- Cirrhilabrus roseafascia
- Cirrhilabrus rubrimarginatus
- Cirrhilabrus rubripinnis
- Cirrhilabrus rubrisquamis
- Cirrhilabrus rubriventralis
- Cirrhilabrus sanguineus
- Cirrhilabrus scottorum
- Cirrhilabrus solorensis
- Cirrhilabrus temminckii
- Cirrhilabrus tonozukai
- Cirrhilabrus wakanda
- Cirrhilabrus walindi
- Cirrhilabrus walshi